# Jugendpresse Österreich
Die Jugendpresse Österreich (JPÖ) ist eine 2004 gegründete Jugendmedien-Organisation und versteht sich als Dachverband für jugendeigene Medien, die in Österreich produziert und veröffentlicht werden. Sie ist Mitglied in der European Youth Press, einem europäischen Dachverband für Jugendjournalismus.

## Tätigkeitsbereiche und Projekte
Der Verein gibt seit 2012 einen landesweit einheitlichen Jugend-Presseausweis heraus. Die Rückseite des Ausweises ist gleichzeitig auch European Youth Press Card und in Mitgliedsländern der European Youth Press gültig. Sie wurde gemeinsam mit Junge Medien Schweiz konzipiert.
Der Jugendmedienverband war in der Vergangenheit als Mitglied der European Youth Press auch Veranstalter in Zusammenarbeit mit anderen Mitgliedern regelmäßig Reportagefahrten und Austauschprogramme in das europäische Ausland. Heute beschränkt sich seine Tätigkeit auf die Ausstellung der Jugend-Presseausweisen sowie der Betrieb einer Internet-Zeitschrift.
Im Februar 2018 wurde von der Jugendpresse Österreich ein Antrag für ein Erasmus+ Projekt gestellt. Der Förderantrag von 51.025,00 € wurde von der EU angenommen.
Die Projektdauer erstreckte sich vom 1. Mai 2018 bis zum 31. Dezember 2018. Als Veranstaltungsorte wurden Salzburg und Graz gewählt. Als Projektleiter fungierte der amtierende Vorsitzende Roman Möseneder. Die European Youth Press und das International Center for New Media unterstützten das Projekt.
2019 wechselte Möseneder in die Politik und trat als Vorsitzender zurück, weswegen es am 28. Februar 2020 zu einer Neuwahl des Vorstandes kam. Dabei wurde Antonio A. C. Morelli als neuer Vorsitzender bestätigt. In der digitalen Mitgliederversammlung am 10. Jänner 2021 wurde der Vorstand neu gewählt, Lucas Ammann wurde neuer Vorsitzender.

### Webprojekte
Im Juni 2020 wurde das Nachrichtenportal Youth News Austria unter der Leitung von Morelli eröffnet, welches von diesem als Herausgeber sowie Ammann als Chefredakteur  geführt wurde. Im März 2021 wurde YNA eingestellt. Stattdessen wurde der Start eines Online-Magazin mit dem Titel Frisch verkündet.